# Dídio Juliano
Marco Dídio Severo Juliano (em latim: Marcus Didius Severus Julianus; 30 de janeiro de 133 ou 2 de fevereiro de 137 — 1 de junho de 193) foi imperador romano de 28 de março de 193 a 1 de junho do mesmo ano, durante a crise que ficou conhecida como "ano dos cinco imperadores".

## História
Juliano nasceu de uma rica e importante família de Mediolano (atual Milão). Sua mãe era parente de um famoso advogado, atuante durante o período de governo do imperador Adriano, chamado Sálvio Juliano. Apesar disso, foi criado na família da mãe do imperador Marco Aurélio, Domícia Lucila e isso o conduziu a uma sólida carreira na administração imperial. Foi pretor na Bélgica, cônsul por volta de 175 d.C., governador da região da Ilíria e da Germânia Inferior.
Foi também chefe de um sistema de previdência romano chamado "alimenta" (sistema de previdência para pobres e órfãos mediante investimentos de capital do tesouro imperial em hipotecas de propriedades rurais em benefícios desses não-assistidos) na Itália, onde foi acusado de conspirar contra o imperador Cômodo juntamente com Salvio Juliano - seu parente por linhagem materna. Como foi absolvido da acusação, foi nomeado procônsul na Bitínia e Ponto e na África proconsular, como sucessor de seu antecessor Pertinax. Logo retornou a Roma, onde — após a morte de Pertinax — decidiu candidatar-se ao posto de imperador. Suas pretensões foram, entretanto, barradas por Tito Flávio Sulpiciano, sogro de Pertinax e também pretendente ao trono vago. Ocorre desse fato, a história mais famosa a respeito desse imperador. Dião Cássio, historiador, define Dídio Juliano como "pródigo em gastar dinheiro e pródigo nas suas despesas, além de terrivelmente ávido por novidades". Assim, quando soube da morte de Pertinax, correu ao quartel da guarda pretoriana e, parando na entrada, ofereceu aos soldados uma generosa quantia em dinheiro para obter a fidelidade deles a sua pessoa como imperador.
Assim se concluiu a negociação mais vergonhosa e infame de toda a história de Roma, quando, como se fosse a venda em um mercado ou em uma casa de leilões, a cidade de Roma e todos os territórios do império foram negociados. Representavam os "vendedores" os mesmos que haviam assassinado Pertinax: a guarda pretoriana; os "compradores" eram Dídio Juliano de uma parte e Tito Flávio Sulpiciano de outra. O primeiro se manteve no portão do quartel, o segundo em seu interior.
Assim, como em um leilão as ofertas foram aumentando, atingindo 20 mil sestércios por pretoriano. Alguns soldados iam até Dídio Juliano e lhe diziam: 'Sulpiciano oferece tanto, quanto você pode oferecer a mais?'. Depois andavam a Sulpiciano: 'Juliano oferece tanto. Você cobre a oferta?' Na ocasião, Sulpiciano poderia ter acabado com a disputa pois foi ele que ofereceu os 20 mil sestércios aos soldados, além de ser o prefeito da cidade e estar dentro do quartel, em uma posição muito mais vantajosa que Dídio Juliano. Foi então que o ganancioso Dídio Juliano ofereceu 50 mil sestércios a cada soldado, soma essa que assombrou os pretorianos além do fato de aventar a possibilidade de Sulpiciano desejar depois a vingança sobre a morte de Pertinax, a qual — é claro — recairia sobre os próprios soldados.
Com os fatos e os valores em discussão os pretorianos elegeram Dídio Juliano imperador e o acolheram no interior do quartel. "Foi a ocasião de um leilão vergonhoso" segundo o antigo historiador Herodiano, onde o caráter dos pretorianos foi corrompido. A partir desse fato, os soldados se tornaram insaciáveis por dinheiro e proporcionalmente aumentou o desprezo pela figura do imperador. Edward Gibbon classifica que foi a única coisa que se pode lembrar do governo de Dídio Juliano.
Apesar do contexto histórico não transformar o leilão do império em uma aberração (basta lembrar que o tão honorável Marco Aurélio e seu colega de trono Lúcio Vero ofereceram 25 mil sestércios aos soldados quando assumiram a púrpura imperial) ficou gravada como indigna a forma como foi feita, tão vergonhosa que os exércitos estacionados nas fronteiras começaram a pensar não ser mais justo criar seus "imperadores" longe da capital, não somente mais justo como de uma qualidade moral muito superior.
Um grupo de soldados então acompanhou o novo imperador ao senado, cujos membros, assustados com a força militar, nada puderam fazer, ratificando a escolha.
Dídio Juliano não perdeu tempo em outorgar a sua esposa Mânlia Escantila e filha Dídia Clara o título honorífico de augusta para que fossem representadas nas moedas do império, e deu a mão de sua filha a um certo Cornélio Repentino, que foi nomeado prefeito de Roma. Também quis honrar seu antecessor, Cômodo e como consequência, Leto, prefeito da guarda pretoriana, envolvido no assassinato do imperador, foi preso e condenado à morte.
O povo da cidade ficou revoltado com o novo imperador, apesar das promessas de dinheiro a ele (povo)dirigidas. As moedas da época, cunhadas a mando do novo imperador, continham a frase "RECTOR ORBIS" ("Governador do Mundo") e a inscrição "CONCORDIA MILITVM" ("harmonia dentre os militares"), e assim, possivelmente, soaram como uma farsa.
Não demorou muito para que surgissem rebeldes. Pescênio Níger (governador da Síria) e Septímio Severo (Panônia Superior) se autoproclamaram "imperadores". Severo, tendo como aliado Clódio Albino (governador da Britânia) deixou Carnunto (atual Petronell-Carnuntum) em abril, atravessou os Alpes Julianos, chegando a Ravena, onde a frota do mar Adriático ali estacionada passou a apoiá-lo.
Desesperado pelo perigo que surgia cada vez mais próximo, Dídio Juliano procurou construir trincheiras, muralhas, defesas que chegaram a utilizar até os elefantes que viviam no Circo Máximo, tentando criar medo entre as fileiras de Severo. Tudo isso foi em vão. Os pretorianos estavam descontentes pelo fato do imperador não ter pago, em tempo acordado, a soma prometida. Também os marinheiros da frota do Tirreno estavam descontentes e indisciplinados. O imperador apelou para decretar Severo inimigo público do império e mandou representantes do senado buscar apoio entre os exércitos estacionados na fronteira do Danúbio, mas tanto esses representantes como os soldados da região não o apoiaram. Â beira do fim, pediu ao senado para enviar um grupo de virgens vestais a Severo, pedindo clemência e implorando misericórdia, proposta que foi veementemente repudiada.  Sem desistir, propôs (através de um importante emissário) elevar Severo ao posto de co-imperador. Severo, em reação, respondeu condenando à morte o mensageiro da proposta. Severo então mandou um recado à guarda pretoriana, garantindo-lhes a vida se entregassem os assassinos de Pertinax e se se mantivessem dentro do quartel da guarda. Os pretorianos aceitaram a proposta de Severo, abandonando Dídio Juliano. No senado, o cônsul Silio Messala convocou os senadores, os quais decidiram depor Dídio Juliano e eleger Septímio Severo como novo imperador. Nova desesperada tentativa de Dídio Juliano, chamando como colega o nobre Tibério Claudio Pompeiano (viúvo da imperatriz Annia Lucila), que sabiamente recusou a oferta. Acuado, se refugiou no palácio imperial acompanhado do genro Repentino e de um dos prefeitos pretorianos, Tito Flávio Genial. Os senadores, revoltados, convocaram os soldados que entraram no palácio e eliminaram Dídio Juliano no dia 1 de junho. Septímio Severo, chegando a Roma, entregou o cadáver de Dídio Juliano às suas esposa e filha, poupando-lhes a vida, porém excluindo-as dos títulos e da herança.

## Historiografia
O historiador Dião Cássio afirma que uma característica do curto reinado de Dídio Juliano era a sua adulação para com os senadores e outros membros importantes da cidade, com os quais apreciava banquetear frequentemente.  A História Augusta dá uma descrição (provavelmente falsa) das bebidas e dos pratos dos jantares servidos nessas ocasiões. Ainda o criticava (mais realista) por ter delegado muita autoridade nas mãos de funcionários subalternos.